# 基奈半島自治市鎮
基奈半島自治市鎮（英語：Kenai Peninsula Borough）是美國阿拉斯加州一個自治市鎮，由基奈半島（鎮名的來源，可能是俄語Kenayskaya）及庫克灣西岸周圍地區組成。面積64,114平方公里。根據美國2000年人口普查，共有人口49,691人。鎮治索爾多特納。